# Utagawa Hirokage
Pour les articles homonymes, voir Utagawa.
Utagawa Hirokage (歌川 広景), aussi connu comme Ichiyusai Hirokage, est un dessinateur japonais d'estampes ukiyo-e, élève de Utagawa Hiroshige I et actif d'environ 1855 à 1865. De 1860 à 1861, Hirokage peint la série des Ōban, (estampes de 39 x 26.5 centimètres), intitulée Edo meisho dōke zukushi, (événements joyeux dans les endroits connus d'Edo). Sa réputation se fonde essentiellement sur cette série et sur le triptyque de 1859 Aomono sakana gunzei daikassen no zu (La Grande Bataille des Fruits, des Légumes et des Poissons).

## Galerie

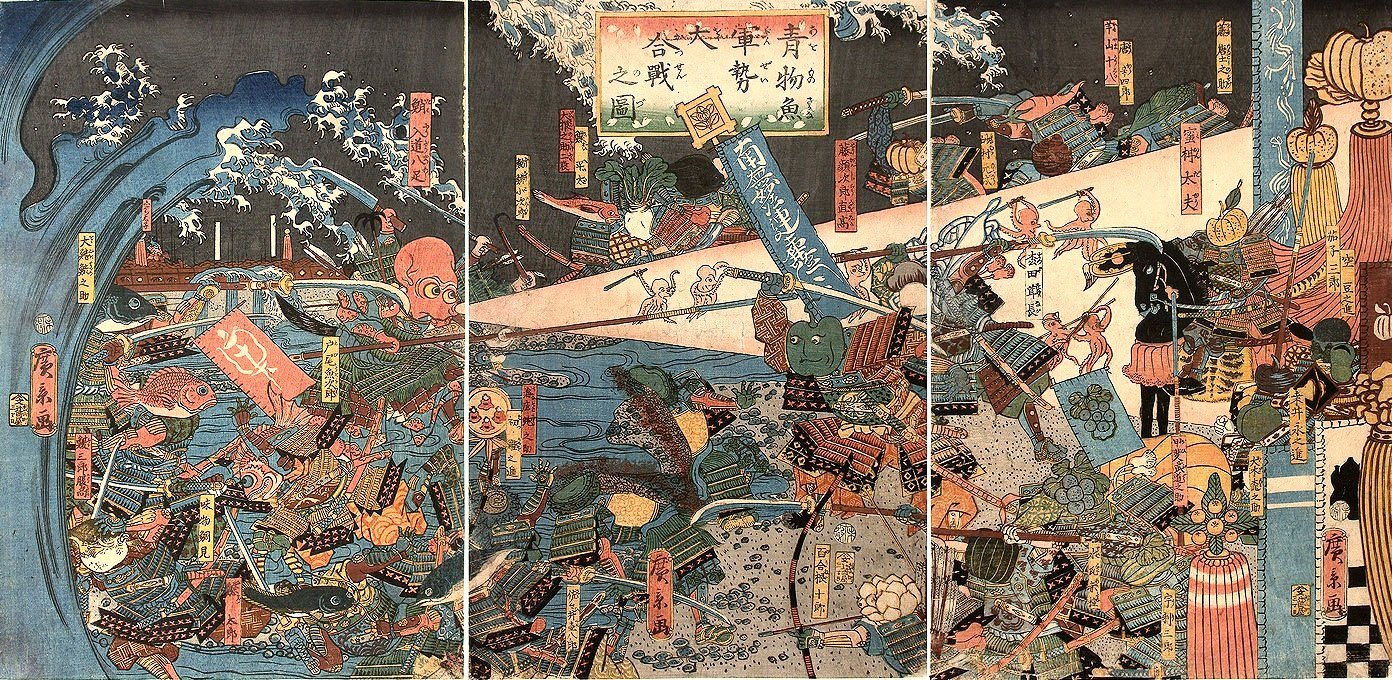
Aomono sakana gunzei daikassen no zu (La grande bataille des fruits, des légumes et des poissons), triptyque  d'estampes de 1859
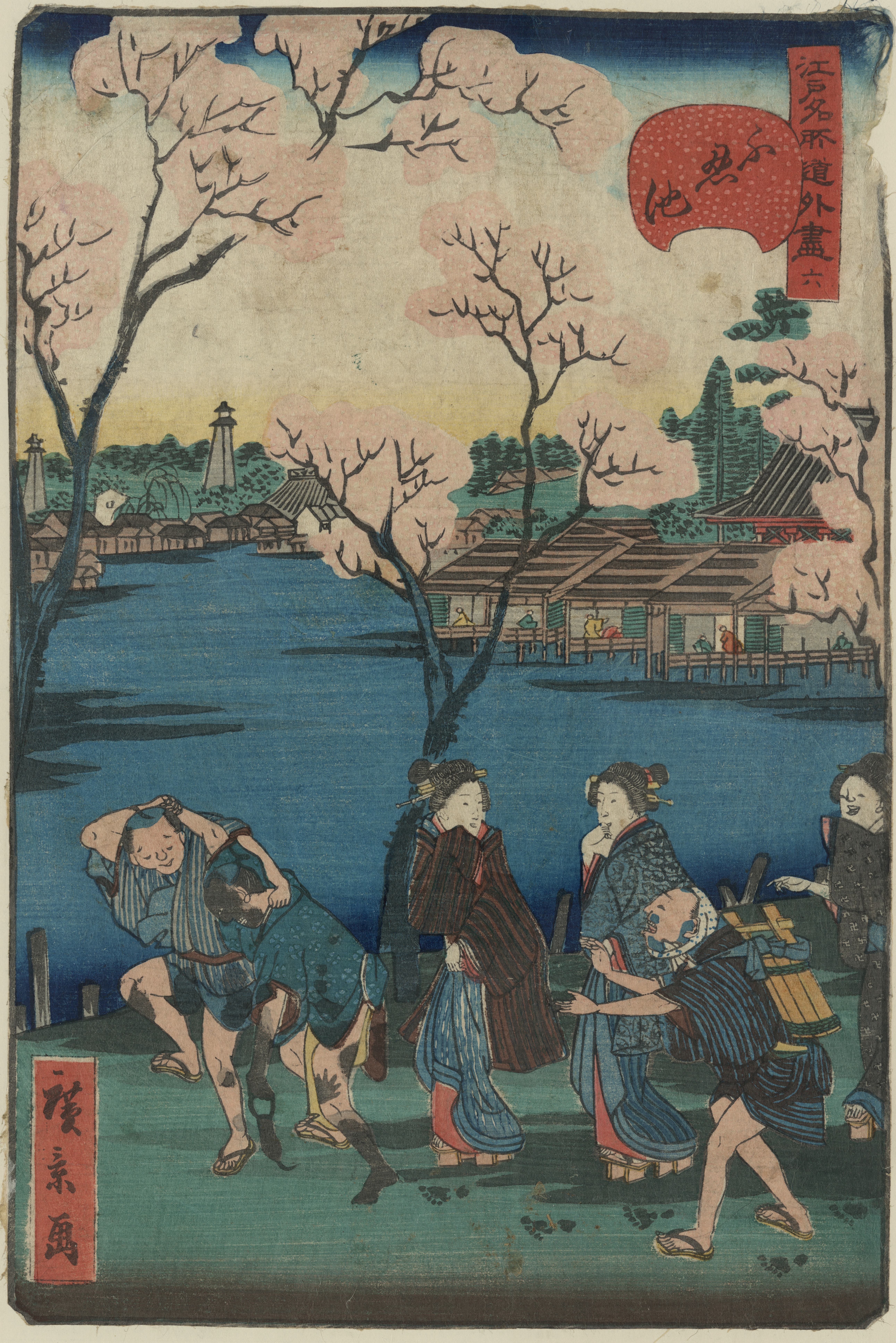
L'estampe décrit une scène amusante avec un groupe marchant le long de la rive du lac Shinobazu, avec des cerisiers en fleurs et les logements en arrière-plan. 1859